# Музей А. Н. Радищева
Музей А. Н. Радищева открыт 28 октября 1945 года в селе Верхнее Аблязово (ныне село Радищево) Кузнецкого района Пензенской области.
У истоков усадьбы стоял Г. А. Аблязов — прадед писателя по материнской линии. Он же заложил в Аблязово православную церковь. Двухэтажный господский дом, до наших дней не сохранившийся, был воссоздан «по аналогам барских усадеб XVIII века» с некоторым смещением фундаментов против исходного строения.
Экспозиция состоит из здания бывшей земской школы и Спасо-Преображенской церкви — единственного аутентичного памятника эпохи Радищева.
Сейчас в музее проводятся экскурсии. Также музей предлагает различные фольклорные программы: «Рождество в барской усадьбе», «Масленица в барской усадьбе» и другие.
|                                                               |  |                                          |  |                                                       |
| Памятник А. Н. Радищеву. 1968 год. Скульптор Е. Ф. Кочуашвили |  | Спасо-Преображенская церковь. XVIII век. |  | Барская усадьба XVIII-го века. Реконструкция. XX век. |